# Evgenij Dodolev
Evgenij Jur'evič Dodolev (in russo Евгений Юрьевич Додолев?; Mosca, 11 giugno 1957) è un giornalista e conduttore televisivo russo.

## Biografia
La sua carriera inizia nel 1985 al famoso giornale moscovita Moskovskij Komsomolec:
Il silenzio ufficiale sull'esistenza della prostituzione si ruppe finalmente nel novembre del 1986 con il saggio di Evgenij Dodolev Belyj tanec (Quando invitano le donne) e pubblicato nel periodico Moskovskij Komsomolec in cui descriveva la vita delle prostitute che avevano rapporti solo con stranieri (Valjutnaja prostitutka, prostituta in valuta). A questo articolo ne seguirono altri dal carattere sensazionalista. Nonostante in ciascuno di essi si ponesse sotto accusa la prostituzione, le donne sovietiche, che vivevano con salari modestissimi e non avevano accesso ad abiti costosi, guardavano a questa forma di vita con totale invidia.
Nel 1990 pubblica il libro Piramide-1, che ha venduto 100 000 copie in patria.
Nel 2004 esce il secondo libro di Evgenij Dodolev, Mafia.
È fondatore e proprietario di Novyj Vzgljad (New Look Media).
È fondatore di Der Spiegel-Profil.

## Opere
- "Piramide-1" (Mosca) 1989
- "Mafia" (Mosca) 1990
- "Les Coulisses du Kremlin" (Parigi, Mercure de France) 1992, 1995, 1999[3],[4],[5]
- "Kremlin" (Mosca) 1992[6]